# Grimmiales
Grimmiales, red mahovnjača u razredu pravih mahovina. Sastoji se od četiri porodice.

## Opis
To je red koji se sastoji od akrokarpnih mahovina koje su obično crnozelene s razgranatim stabljikama i gusto zbijenim lišćem i koje uglavnom rastu na stijenama (saksikolne). Srednje su veličine; uglavnom čupave ili jastučaste. Listovi često završavaju dugim, finim dlačicama. Rodovi uključuju Grimmia, Racomitrium i Schistidium. S. maritimum i S. apocarpum ranije su bili poznati kao Grimmia maritima i Grimmia apocarpa. S. maritimum nalazi se samo na stijenama uz more; S. apocarpum je čest na stijenama i zidovima, često u zajednici s G. pulvinata i Tortula muralis.

## Porodice
1. Grimmiaceae Arn.
2. Ptychomitriaceae Schimp.
3. Saelaniaceae Ignatov & Fedosov.
4. Seligeriaceae Schimp.

## Vanjske poveznice
- Classification of extant moss genera